# Narciarstwo wodne na Igrzyskach Panamerykańskich 2015
Narciarstwo wodne na Igrzyskach Panamerykańskich 2015 odbywało się w dniach 20–23 lipca 2015 roku na Ontario Place West Channel będącym częścią jeziora Ontario w Toronto. Trzydziestu dziewięciu zawodników obojga płci rywalizowało łącznie w dziewięciu konkurencjach.

## Podsumowanie

### Klasyfikacja medalowa
| Klasyfikacja medalowa | Klasyfikacja medalowa | Klasyfikacja medalowa | Klasyfikacja medalowa | Klasyfikacja medalowa | Klasyfikacja medalowa |
| Miejsce               | Państwo               | Złoto                 | Srebro                | Brąz                  | Razem                 |
| --------------------- | --------------------- | --------------------- | --------------------- | --------------------- | --------------------- |
| 1                     | Kanada                | 4                     | 5                     | 0                     | 9                     |
| 2                     | Stany Zjednoczone     | 3                     | 3                     | 2                     | 8                     |
| 3                     | Chile                 | 1                     | 1                     | 2                     | 4                     |
| 4                     | Peru                  | 1                     | 0                     | 0                     | 1                     |
| 5                     | Argentyna             | 0                     | 0                     | 3                     | 1                     |
| 6                     | Meksyk                | 0                     | 0                     | 1                     | 0                     |
| =                     | Wenezuela             | 0                     | 0                     | 1                     | 0                     |
| Razem                 | Razem                 | 9                     | 9                     | 9                     | 27                    |

### Medaliści
| Konkurencja | 1. miejsce         | 2. miejsce         | 3. miejsce      |           |
| Mężczyźni   | Mężczyźni          | Mężczyźni          | Mężczyźni       | Mężczyźni |
| ----------- | ------------------ | ------------------ | --------------- | --------- |
| Triki       | Adam Pickos        | Jaret Llewellyn    | Javier Julio    |           |
| Slalom      | Nate Smith         | Jason McClintock   | Javier Julio    |           |
| Skoki       | Ryan Dodd          | Rodrigo Miranda    | Felipe Miranda  |           |
| Wielobój    | Felipe Miranda     | Jaret Llewellyn    | Javier Julio    |           |
| Wakeboard   | Rusty Malinoski    | Daniel Powers      | Juan Mendez     |           |
| Kobiety     |                    |                    |                 |           |
| Triki       | Natalia Cuglievan  | Whitney McClintock | Erika Lang      |           |
| Slalom      | Whitney McClintock | Regina Jaquess     | Erika Lang      |           |
| Skoki       | Regina Jaquess     | Whitney McClintock | Fernanda Naser  |           |
| Wielobój    | Whitney McClintock | Regina Jaquess     | Carolina Chapoy |           |